# PowerBook 180c
Le PowerBook 180c était un ordinateur portable d'Apple. Il ajoutait un écran 256 couleurs à matrice active au déjà populaire PowerBook 180 (une première pour un PowerBook). L'écran couleur diminua très fortement l'autonomie du PowerBook 180c, qui passait de près de 3 heures à environ une heure. Les autres caractéristiques restaient inchangées.

## Caractéristiques
- Microprocesseur : Motorola 68030 24/32 bits cadencé à 33 MHz
- bus système 32 bits à 33 MHz
- mémoire cache : 512 octets de niveau 1
- mémoire morte : 1 Mio
- mémoire vive : 4 Mio extensible à 14 Mio
- écran LCD 8,4" à matrice active
- résolutions supportées :
  - 640 × 480 en 8 bits
- mémoire vidéo : 512 Kio de VRAM pour écran externe
- résolutions supportées (sur écran externe) :
  - 512 × 384 en 8 bits
  - 640 × 400 en 8 bits
  - 640 × 480 en 8 bits
  - 800 × 600 en 8 bits
  - 832 × 624 en 8 bits
- disque dur SCSI de 80 à 160 Mo
- lecteur de disquette 3,5" 1,44 Mo
- slots d'extension :
  - 1 emplacement pour modem (en option)
  - 1 connecteur mémoire spécifique (PB 1xx) de type SRAM (vitesse minimale : 85 ns)
- connectique :
  - 1 port SCSI (HDI-30)
  - 2 ports série (Mini Din-8)
  - 1 ports ADB
  - entrée son : mono 16 bits
  - sortie vidéo spécifique PowerBook
- microphone : mono 8 bits
- haut-parleur mono
- batterie NiCad lui assurant environ 1 heure d'autonomie
- dimensions : 5,9 × 28,6 × 23,6 cm
- poids : 3,2 kg
- consommation : 24 W
- systèmes supportés : Système 7.1 à 7.6.1